# Kebnekaise
Kebnekaise (sami: Giebmegáisi ili Giebnegáisi) je najviši vrh Švedske. Masiv Kebnekaise dio je skandinavskog gorja, ima dva vrha, od kojih je južni, glacialni visok 2.106 metara prema posljednjim mjerenjima. Sjeverni vrh ima 2097 metara i nije prekriven ledom. Kebnekaise leži u Laponiji, oko 150 km sjeverno od Arktičkog kruga i zapadno od Kirune u blizini popularnog planinarskog puta Kungsledena između Abiskoa i Nikkaluokta. Zbog smanjivanja glečera smanjila se i visina vrha koja je u najstarijima mjerenjima bila 2117 metara.
Planinarski dom (Kebnekaise fjällstation), nalazi se u podnožju Kebnekaisea, oko 19 km, 6-7 sata od Nikkaluokta. On je polazna točka za uspon preko zapadne rute (västra leden, oko 13 km, 4-6 sati na vrhu) ili istočne rute (Östra leden, oko 10 km, 3-5 sati na vrhu). Zapadni put vodi preko padina i vrha Vierranvárri do ledenog vrha. Istočna ruta vodi preko ledenjaka i stijena te je opasnija, međutim opremljena je s fiksnim čeličnim kabelima.

## Vanjske poveznice
- Fotogalerija Marca Klübera  Arhivirana inačica izvorne stranice od 18. listopada 2005. (Wayback Machine)
- Skijaški izvještaj sa švedskih planina, uključujući Kebnekaise (English)  Arhivirana inačica izvorne stranice od 27. rujna 2011. (Wayback Machine)

### Ostali projekti
|  | Zajednički poslužitelj ima još gradiva o temi Kebnekaise |